# Maha Sarakham (província)
Maha Sarakham é uma província da Tailândia. Sua capital é a cidade de Maha Sarakham.

## Distritos
A província está subdividida em 11 distritos (amphoes) e 2 subdistritos (king amphoes ). Os distritos e subdistritos estão por sua vez divididos em 133 comunas (tambons) e estas em 1804 povoados (moobans).

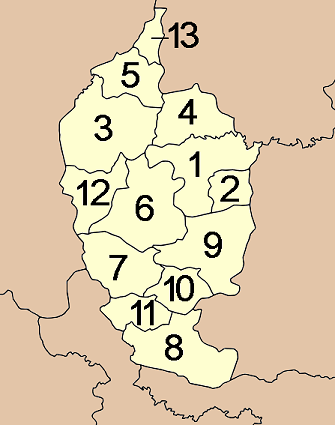
Distritos da província

| Amphoe                                                                                  |                                                                               | King Amphoe               |
| --------------------------------------------------------------------------------------- | ----------------------------------------------------------------------------- | ------------------------- |
| 1. Maha Sarakham 2. Kae Dam 3. Kosum Phisai 4. Kantharawichai 5. Chiang Yuen 6. Borabue | 1. Na Chueak 2. Phayakkhaphum Phisai 3. Wapi Pathum 4. Na Dun 5. Yang Sisurat | 1. Kut Rang 2. Chuen Chom |